# Max Guazzini
Pour les articles homonymes, voir Guazzini.
Max Guazzini est un avocat français, dirigeant de médias et président de club sportif, né le 23 octobre 1947 à Roquebrune-Cap-Martin (Alpes-Maritimes). Il a notamment été successivement président du directoire du groupe de radios NRJ et président du club du Stade français Paris rugby. Il a en outre été vice-président de la Ligue nationale de rugby de 2012 à 2016.

## Biographie

### Jeunesse et formation
Max Guazzini est issu d'une famille d'origine italienne (Toscane). Né dans le département des Alpes-Maritimes, il passe son enfance à Marseille où il est l'élève de l'école Notre-Dame-de-la-Viste et son adolescence à Aix-en-Provence. Il passe son bac au collège catholique du Sacré-Cœur à Aix. Il emménage à Paris pour s'inscrire à l'université et entame des études de philosophie et de droit. Il est pensionnaire de la Réunion des étudiants, un foyer au 104 rue de Vaugirard tenu par les pères maristes, dont il est ultérieurement président des étudiants. Rêvant de devenir chanteur, il enregistre deux disques produits sous le nom de Manuel Guazzi par Orlando, le frère de la chanteuse Dalida. Ne rencontrant pas le succès, il abandonne la musique et devient attaché de presse pour Dalida. Il passe le concours du certificat d'aptitude à la profession d'avocat et devient avocat, plutôt spécialisé dans le droit pénal.

### NRJ
Au début des années 1980, bénéficiant de sa formation de juriste et connaissant bien le monde du spectacle, Max Guazzzini suit le conseil d’entrer dans le milieu de la radio, que la gauche vient de libéraliser dans la foulée de l’élection de François Mitterrand en 1981.
Il rencontre Jean-Paul Baudecroux, fondateur de la radio libre musicale NRJ, en 1982. Très vite, Guazzini se rend indispensable dans la nouvelle station, notamment en ce qui concerne la programmation et la promotion, et contribue à son essor. Il en devient secrétaire général, puis en 1984, occupe les postes de directeur des programmes à la suite de Jean-Pierre d'Amico, de directeur général et de vice-président.
Il organise la grande manifestation du 8 décembre 1984 pour la défense des radios libres qui réunit près de trois cent mille jeunes selon NRJ et sauve NRJ et par là même permet l'essor de la bande FM telle qu'on la connait ensuite.[source insuffisante]
Il devient président du directoire du groupe NRJ (NRJ, Chérie FM, Nostalgie, Rires et Chansons) avant de démissionner le 30 juin 2004, afin de se consacrer à son club de rugby, après vingt-deux ans passés à la tête de la direction et des programmes en particulier. Il demeure actionnaire du groupe NRJ et vice-président du conseil de surveillance.

### Le Stade français
En 1992, Guazzini, amateur de rugby, répond à l'appel d'un club de rugby parisien, le Stade français, qui évolue alors en quatrième division. Pour renforcer le club, il signe en 1995 la fusion de la section rugby du Stade français avec celle d’un autre club omnisports, né en 1903, le CASG Paris. La fusion permet à la nouvelle équipe de se repositionner en 2e division, permettant ainsi au Stade français-CASG de progresser plus rapidement dans la hiérarchie du rugby français. Par la suite, le club prendra le nom de Stade français Paris.
Guazzini agit d'abord sur le plan sportif, en se concentrant sur les recrues saison après saison. Pour préparer la saison du retour au sommet (1997-1998), il fait, par exemple, signer vingt-trois nouveaux joueurs, dont des internationaux (Vincent Moscato, Serge Simon, Philippe Gimbert, David Auradou, Diego Domínguez, Christophe Juillet, Christophe Dominici, Marc Lièvremont, Olivier Roumat, Sylvain Marconnet...) pour jouer le titre. Il agit de la même manière lorsqu'en 1995, il fait signer comme entraîneur Bernard Laporte qui connaît des années plus tard le succès avec l'équipe de France.
Guazzini agit en mécène passionné, habitué des médias, désireux de faire parler de son club, et parfois surpris par les mœurs amateurs du milieu. Grâce à ses initiatives un peu décalées, le rugby commence à se faire connaître au-delà de ses bastions traditionnels et de son milieu naturel, auprès de gens qui n’étaient pas nécessairement connaisseurs du rugby. Il travaille pour cela sur deux aspects essentiels : la politique tarifaire et le spectacle.
Alors que le club est en groupe A2, il ouvre gratuitement les portes du stade pour des matchs contre l'Avenir valencien et le Football club lourdais XV Hautes-Pyrénées, puis une autre fois, offre l’entrée aux femmes. Sa logique est simple : « Moi, je préfère avoir 7 000 personnes heureuses dans notre stade que 200 qui rapportent une poignée de francs. C’est une question de philosophie. (…) Nous avons en Île-de-France plus de 20 % de la population de notre rugby et je trouve anormal que les stades soient vides. Ça ne pouvait plus durer ! » Dix ans plus tard, lorsque le club joue au Parc des Princes puis au Stade de France (de 2005 à 2011) soit vingt matches avec un million et demi de spectateurs , la moitié des places sont mises en vente à 5 ou 10 €
Côté spectacle, Mathilda May, Madonna et Naomi Campbell deviennent marraines officielles du club, ; d’autres procédés pour attirer l’attention sont progressivement utilisés :
- attention particulière portée aux femmes, et plus tard aux familles ;
- calendrier mettant en scène les joueurs dénudés qui a changé l'image du rugbyman (Les Dieux du stade) ;
- animations avec musique et pom-pom girls ;
- catch mexicain avec des luchadors de la CMLL ;
- voiture télécommandée pour amener le « tee » du buteur sur le terrain[12] ;
- introduction d'un maillot rose en 2005[13] ; par la suite des maillots très décalés sont introduits (à fleurs, pop art, Blanche de Castille, etc.) ;
- organisation de matchs au Parc des Princes et au Stade de France, avec feux d'artifice ;
- entrée du ballon sur un char tiré par des chevaux ;
- intervention des Tambours du Bronx ; des motards ; du RAID, etc.

Sous sa présidence, le Stade français Paris est cinq fois champion de France en dix ans : en 1998, 2000, 2003, 2004 et 2007.
Max Guazzini se bat pendant dix ans pour la rénovation du stade Jean-Bouin, stade vétuste et dépassé dans lequel évoluait le Stade français Paris, malgré ses cinq titres de champion de France en dix ans,. Un nouveau stade de rugby de vingt mille places est finalement inauguré le 30 août 2013 lors de la rencontre de Top 14 entre le Stade français Paris et le Biarritz olympique.
Max Guazzini démissionne le 30 juin 2011 de ses fonctions de président du Stade français Paris mais reste membre du comité directeur du Stade français omnisports[réf. souhaitée].

### Autres activités liées au rugby

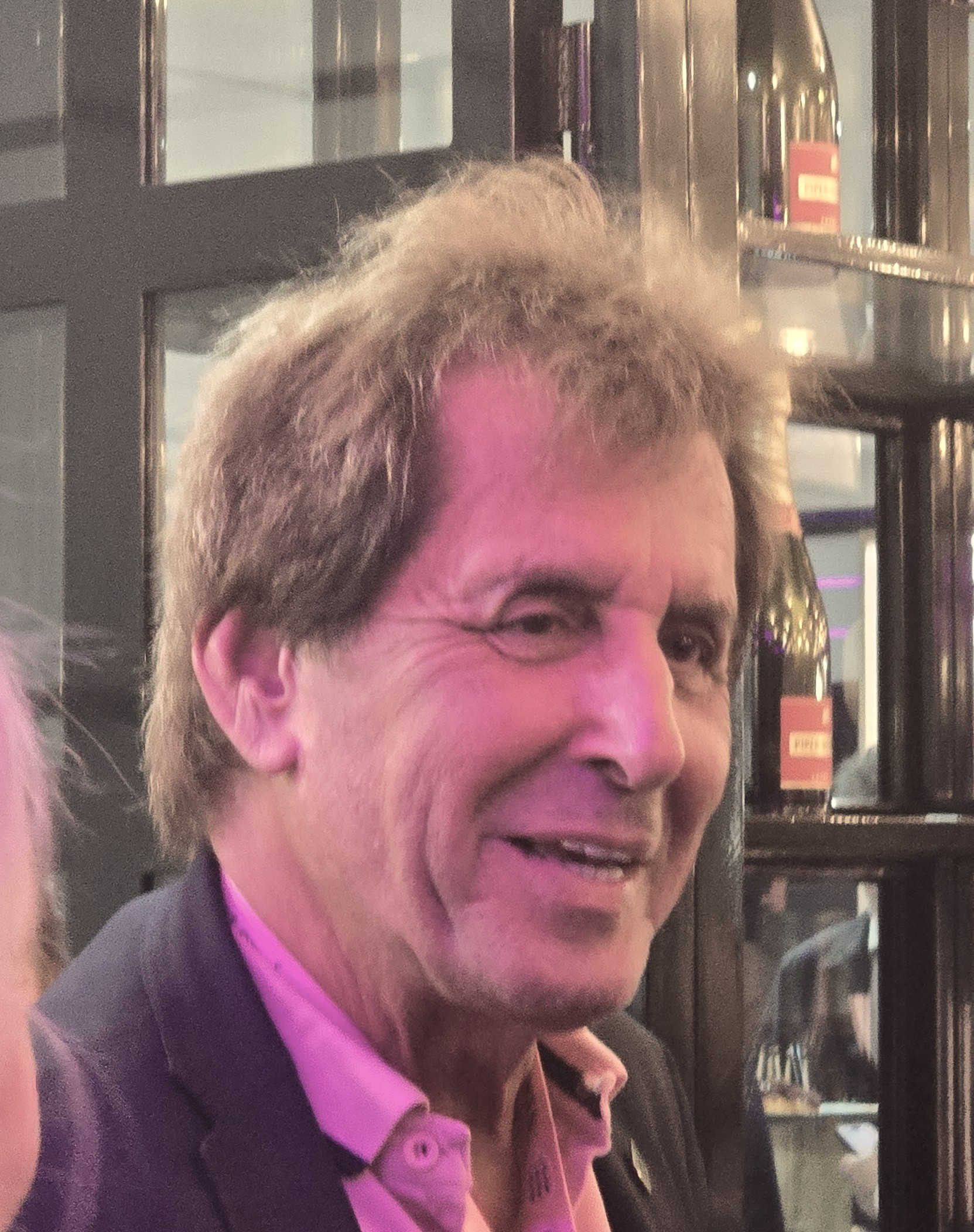
Max Guazzini en 2025.

À partir de 1996, Max Guazzzini est membre du comité directeur du Stade français omnisports. Il ne se représente pas en 2022[réf. souhaitée].
Le 16 novembre 2012, après un an d’absence, il est réélu membre du comité directeur de la Ligue nationale de rugby. Il en est le vice-président, chargé de la communication et du marketing. Il quitte la LNR en 2016 et ne se représente pas à l'élection d'une nouvelle mandature.
En juin 2015, il devient directeur général des Barbarians français mais démissionne en 2017.

## Autres projets
Max Guazzini produit un double CD des quarante-six principaux chants grégoriens et latins intitulé Credo, qui sort le 11 avril 2011 chez Universal Classique, ainsi que Les Chants de Marie, sorti le 30 mars 2015,.
Il évoque alors fréquemment dans les médias son retour à la pratique du culte catholique et en particulier son attachement au chant grégorien et à la liturgie traditionnelle,.
Depuis avril 2020, il est secrétaire général et membre du conseil d'administration de la fondation Brigitte-Bardot dans le collège des fondateurs à la demande de Brigitte Bardot[réf. nécessaire].
Le 10 mars 2021, il est fait colonel de la réserve citoyenne de la Légion étrangère affecté au 1er régiment étranger de cavalerie, basé à Carpiagne (Bouches-du-Rhône).[réf. souhaitée]
Il est bénévole à l'ordre de Malte et chevalier de Colomb.[réf. souhaitée]

## Publications
- Je ne suis pas un saint, Paris, Robert Laffont, 16 mars 2017, 352 p. (ISBN 978-2-221-14001-7).
- Deux disques en tant que chanteur dans les années 1970, sous le pseudonyme de Manuel Guazzi.
- Disques. Production de chants catholiques:  2022 "Les Chants de Jésus" 2022, "Les Chants de Marie" 2015, "CREDO" 2011 (Les 46 principaux chants grégoriens et latin)

## Prix et récompenses
- 2e prix de la personnalité du sport business de la décennie (2009)[25]
- Chevalier de la Légion d'honneur (décret du 31 décembre 2012)[26],[27],[28]
- Médaille de vermeil de la Ville de Paris (1997)
- Colonel de la réserve de la Légion étrangère (2021)[29]
- Gloire du sport (2024)[30]